# 60. ceremonia wręczenia nagród Emmy
Ceremonia wręczenia 60 Nagrody Emmy odbyła się 21 września 2008 w Nokia Theatre w Los Angeles.  Ceremonia poprowadzili amerykański aktor Neil Patrick Harris oraz kanadyjska aktorka Sarah Chalke.

## Wyniki

### Programy
| Najlepszy Serial Dramatyczny | Najlepszy Serial Komediowy |
| --- | --- |
| - Mad Men (AMC) - Orły z Bostonu (ABC) - Układy (FX) - Dexter (Showtime) - Dr House (Fox) - Zagubieni (ABC)                                                                  | - Rockefeller Plaza 30 (NBC) - Pohamuj entuzjazm (HBO) - Ekipa (HBO) - Biuro (NBC) - Dwóch i pół (CBS)                                                                   |
| Najlepszy Miniserial | Najlepszy Film Telewizyjny |
| - John Adams (HBO) - The Andromeda Strain (A&E) - Cranford (BBC) - Blaszany bohater (Sci Fi)                                                                                 | - Decydujący głos (HBO) - Bernard i Doris (HBO) - Extras: The Extra Special Series Finale (HBO/BBC) - The Memory Keeper's Daughter (Lifetime) - Narodziny w słońcu (ABC) |
| Najlepszy Program Komediowy | Najlepszy Program Reality-Show |
| - The Daily Show (Comedy Central) - The Colbert Report (Comedy Central) - Late Show with David Letterman (CBS) - Real Time with Bill Maher (HBO) - Saturday Night Live (NBC) | - The Amazing Race (CBS) - American Idol (FOX) - Dancing with the Stars (ABC) - Project Runway (Bravo) - Top Chef (Bravo)                                                |